# Gijs Bosch Reitz

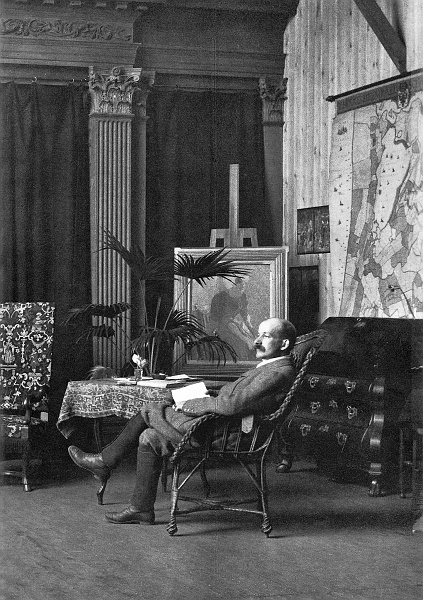
Der Künstler in seinem Atelier

Gijs Bosch Reitz (Sigisbert Chrétien Bosch Reitz, * 20. Februar 1860 in Amsterdam; † 9. April 1938 ebenda) war ein niederländischer Landschaftsmaler.
Gijs Bosch Reitz wurde zuerst zum Kaufmann ausgebildet. Nach dem Besuch der Kunstnijverheidsschool (Kunstgewerbeschule) Quellinus in Amsterdam studierte er ab dem 15. Oktober 1884 an der Königlichen Akademie der Künste in München in der Naturklasse. Er setzte sein Studium ab 1885 in Paris an der Académie Julian bei William Adolphe Bouguereau und Tony Robert-Fleury fort.
Zurück in den Niederlanden ließ er sich für kurze Zeit in Katwijk aan Zee nieder. Dort entstand ein Gemälde mit der Darstellung der Flotte von Heringsfischereischiffen, das er 1889 auf der Pariser Weltausstellung ausstellte und das ihm eine lobende Erwähnung brachte.
Nach einem Aufenthalt in Runswick Bay (Yorkshire) und in St. Ives kehrte er nach Amsterdam zurück. Von Februar bis Juni 1889 war er wieder in Paris Schüler von Fernand Cormon.
Gijs Bosch Reitz ließ sich 1892 in der Künstlerkolonie Het Gooi nieder, zuerst in Eemnes. Von 1893 bis 1899 wohnte er in der Künstlerkolonie Laren in Nordholland.
1901 unternahm er eine Studienreise nach Japan, wo er die japanische Kunst studierte. 1918 besuchte er die Vereinigten Staaten, wo er bis 1927 als Kurator für fernöstliche Kunst des Metropolitan Museum in New York tätig war. Danach kehrte er nach Laren zurück.
Er starb 1938 in Folge eines Eisenbahnunfalls.

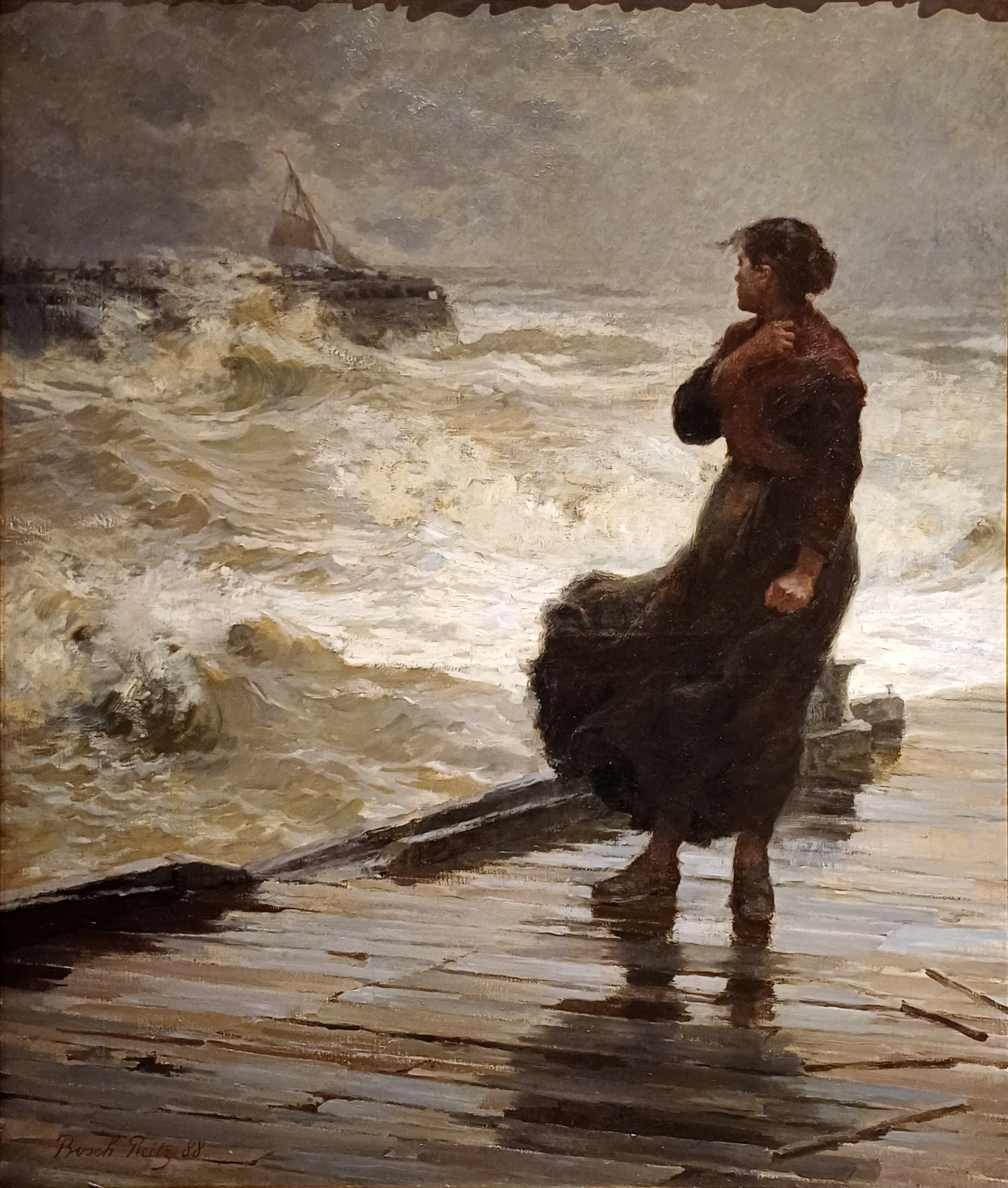
Die gefährliche Rückkehr
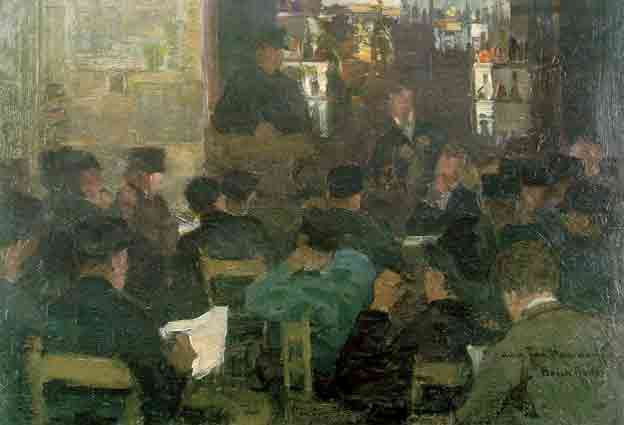
In Jan Hamdorff’s Pub
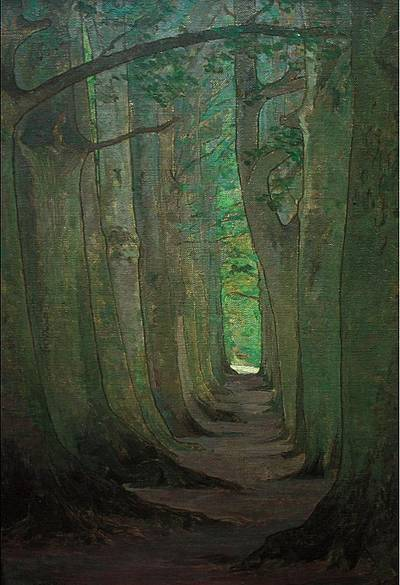
Forest Lane
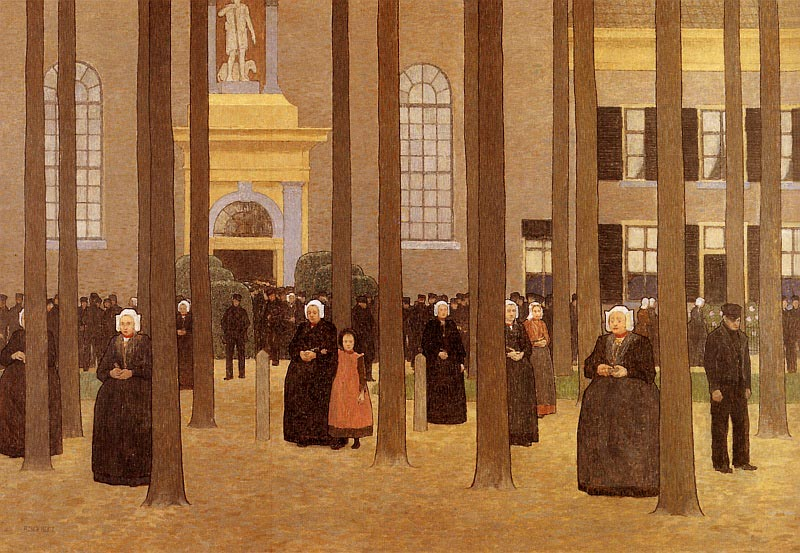
Saint John’s Procession
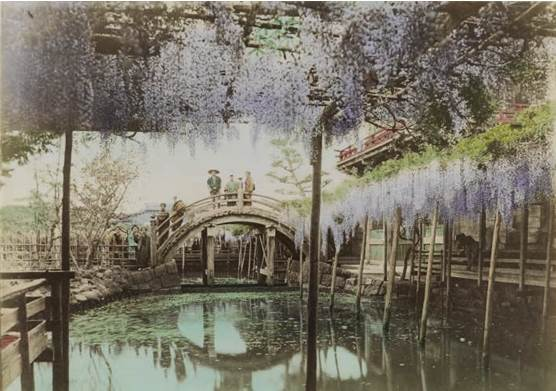
Blooming Wisteria at the Shiba Temple
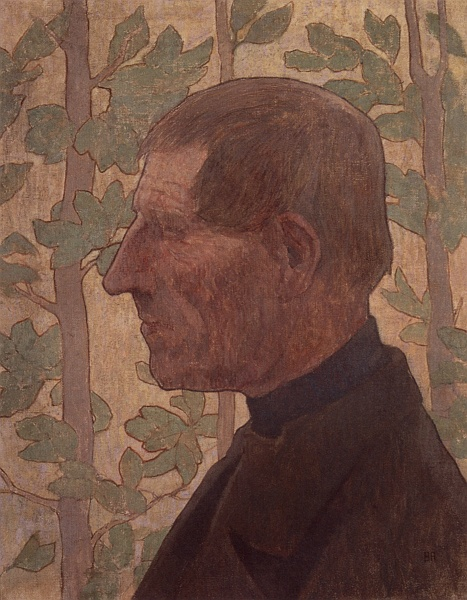
Portrait of Steffen Calis
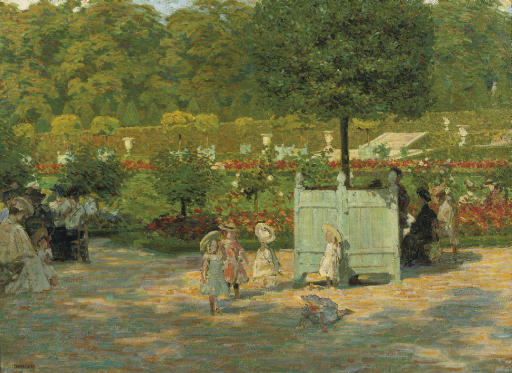
Latrine on the Lawn at Versailles